# 卡尔·贝蒂尔松
卡尔·阿道夫·亚尔马尔·贝蒂尔松（瑞典語：Carl Adolf Hjalmar Bertilsson，1889年10月18日—1968年11月16日），瑞典男子体操运动员。他曾获得1908年夏季奥运会体操比赛男子团体全能金牌。他于1968年去世，享年79岁。